# Ликсоза
Ликсо́за — моносахарид из группы пентоз с эмпирической формулой C5H10O5, принадлежит к альдозам.
Ликсоза является эпимером ксилозы, то есть оба эти углевода отличаются только по конфигурации групп при углеродном атоме в положении α по отношению к альдегидной группе.
При восстановлении ликсоза дает пятиатомный спирт арабит (1,2,3,4,5-пентагидроксопентан), образующийся также при восстановлении арабинозы.
В природе ликсоза встречается крайне редко, например, в качестве компонента некоторых бактериальных гликолипидов.